# 花石駅

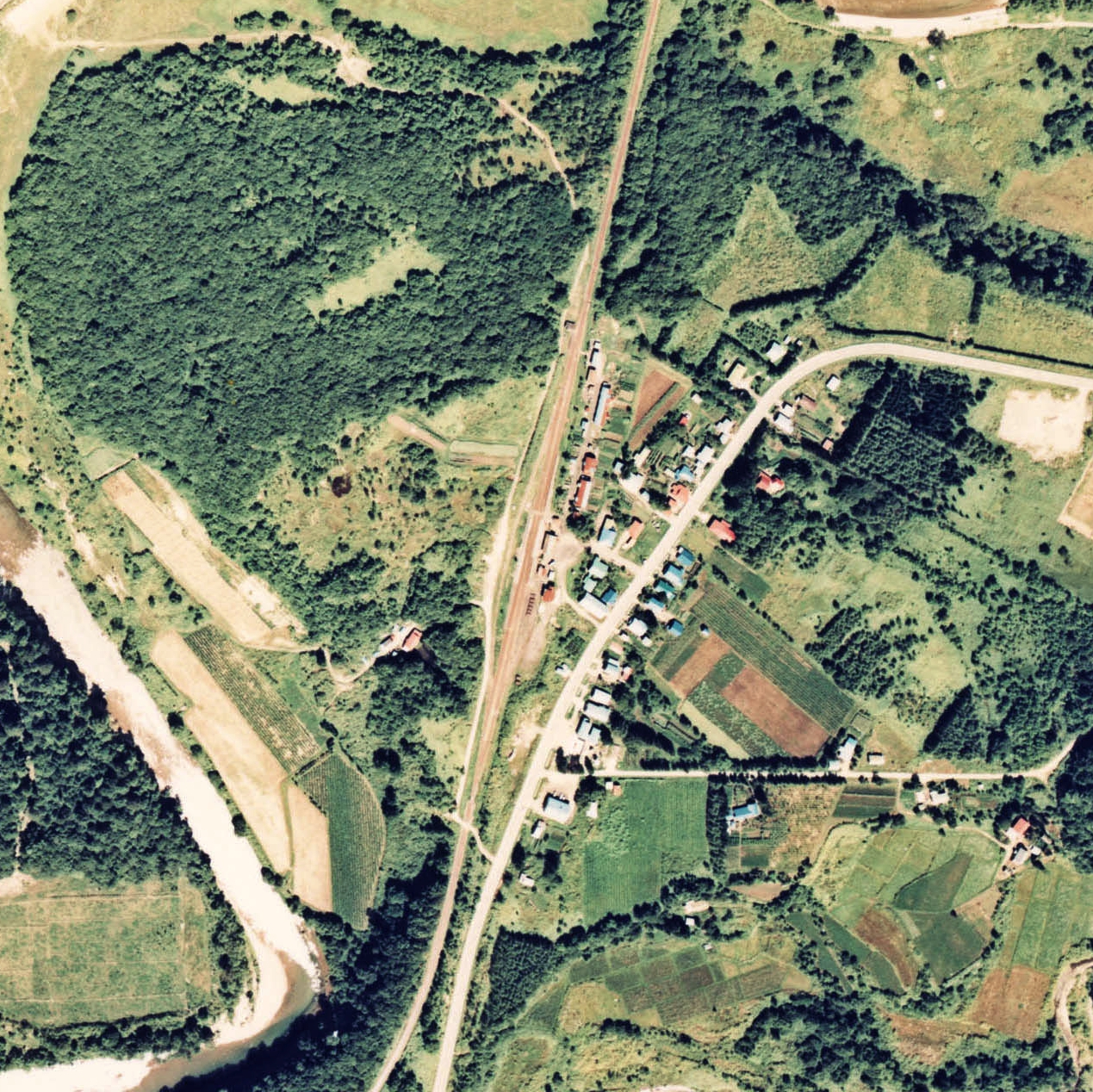
1976年の花石駅と周囲約750m範囲。下が瀬棚方面。

花石駅（はないしえき）は、かつて北海道瀬棚郡今金町字花石に設置されていた、日本国有鉄道（国鉄）瀬棚線の駅（廃駅）である。電報略号はハイ。事務管理コードは▲141603。

## 歴史
- 1929年（昭和4年）12月13日 - 鉄道省瀬棚線国縫駅 - 当駅間開通に伴い開業（一般駅）[2][3]。
- 1930年（昭和5年）10月30日 - 当駅 - 今金駅間の延伸に伴い、中間駅となる[4]。
- 1953年（昭和28年）度：前年度まで無電燈駅であったが、同年度に電燈駅化[5]。
- 1979年（昭和54年）3月10日 - 貨物取扱い廃止[6]。
- 1984年（昭和59年）2月1日 - 荷物取扱い廃止[6]。
- 1987年（昭和62年）3月16日 - 瀬棚線の全線廃止に伴い、廃駅となる[6]。

### 駅名の由来
開業時点での当地の地名は「利別村上利別原野」であったが、「この地方にはメノウが多く産出するので、その美しさを花にたとえて」名付けられたとされる。

## 駅構造
廃止時点で、単式ホーム・島式ホーム（片面使用）複合型の2面2線を有する地上駅で、列車交換が可能な交換駅であった。互いのホームは、単式ホーム東側と島式ホーム東側を結んだ構内踏切で連絡していた。線路南側の駅舎側単式ホームが下り1番線、島式ホーム駅舎側が上り2番線となっていた。また、島式ホームの外側の1線は1983年（昭和58年）時点で側線扱いで残っていた。
職員配置駅で、駅舎は構内の南東側（瀬棚方面に向かって左側）に位置し単式ホームに接していた。駅舎は古い木造駅舎で白いペンキ塗りの建物で、丹羽駅とほぼ同型の建物であった。ホームはアスファルト舗装されていた。

## 利用状況
- 1981年度の1日乗降客数は42人[8]。

## 駅周辺
- 国道230号
- 花石郵便局
- 後志利別川

## 駅跡
2000年（平成12年）時点で駅跡近辺は、道路工事で出た土砂の置き場となっていた。2011年（平成23年）時点では、近辺の築堤以外は何も残っていない。

## 隣の駅
日本国有鉄道
瀬棚線
美利河駅 -　花石駅 - 北住吉駅